# Месинг
Месинг е сплав, съставена главно от мед (Cu) (над 50%) и цинк (Zn). За постигане на определени свойства се добавят в малки количества и други метали, като алуминий (Al) и никел (Ni). Цветът на сплавта варира от жълт до златист, в зависимост от съотношението на различните съставки. Използва се за направата на машинни, часовници, декоративни елементи и музикални инструменти. Топи се при температура около 927 °C (1700 °F).
Най-често използваните съотношения:
- 55% Cu, 45% Zn
- 65% Cu, 35% Zn
- 70% Cu, 30% Zn
- 80% Cu, 20% Zn
- 85% Cu, 15% Zn
- 90% Cu, 10% Zn

Сплав с повишена якост на опън се получава при съотношения: 58,5% Cu, 36% Zn, 3% Al и 2,5% Ni
Има катинари, направени от месинг,
които са много качествени.